# 太宗 (朝鮮王)

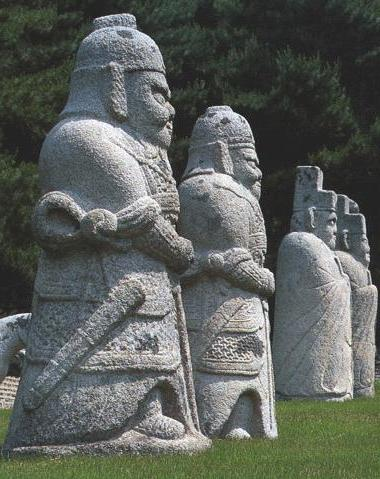
太宗

太宗（テジョン、たいそう、1367年6月13日 - 1422年5月30日）は、李氏朝鮮の第3代国王（在位：1400年 - 1418年）。第一次王子の乱で李成桂、第二次王子の乱で二代目を追い落として譲位させると第3代権知朝鮮国事となった。1403年に永楽帝(明の第3代皇帝)によって「朝鮮王」の地位が冊封されると「第三代朝鮮王」を名乗るようになった。
李氏朝鮮開祖李成桂の五男。本名を李芳遠（イ・バンウォン、り ほうえん）という。即位前は靖安君、靖安公。

## 略歴
初代権知高麗国事李成桂(太祖)の五男の「李芳遠」として産まれる。幼少時から聡明かつ冷静沈着な人物として知られ、父が在位中はその補佐に当たった。1383年、高麗朝の科挙に合格して任官、威化島回軍の頃には開京で残留していた家族たちの身辺を保護した。1392年4月、李成桂の簒奪に反対した守門下侍中（副宰相）の鄭夢周は李成桂が狩猟中に負傷した機に乗じて彼ら一派の除去を図ったが、これを探知した芳遠によって暗殺された。この時の功績で同年7月に朝鮮王朝が成立した際に靖安君になり、他の兄弟に比べて有力な後継者に浮上した。

### 第一次王子の乱による太祖の権知朝鮮国事退位
しかし、父王の継妃神徳王后と功臣鄭道伝の牽制のため王世子に冊封されず、これに不満を抱いたあげく、1398年に揮下の私兵を動員して鄭道伝などを斬殺して政権を握った後、父王太祖を退位に追いやった（第一次王子の乱）。

### 第二次王子の乱と「王世弟」冊封
太祖(李成桂)は隠退し、彼は事実上の長兄である次男定宗(李芳果)を第2代権知朝鮮国事へ擁立した。しかし、私兵の廃止や論功行賞をめぐって対立していた四兄の懐安君(李芳幹)が反乱を起こした。(第二次王子の乱)
反乱は鎮圧されたため、朝鮮国内に自身に対抗出来る武力を持つ勢力は消滅した。そして、定宗を圧迫することで1400年1月に王世弟の地位に封ぜさせ、次代の王位継承を確約させた。そして遂に1400年11月、身の危険を感じていた定宗から譲位させることで第3代権知朝鮮国事となった。

### 第三代権知朝鮮国事即位後
権知朝鮮国事へ即位後は国制整備と王権強化を図り、地名を山や川などの自然の漢字が入るように変更した。まず、私兵を廃止して軍備を強化。さらに議政府を最高機関、六曹を中心とする機構をその下に置いた。1401年には「申聞鼓（シンムンゴ）」という制度を作った。この制度は宮殿の前に大きな鼓をつけて悔しい事にあった民がいればその太鼓を打って王に知らせ王の助けを懇請するものである。太宗がこの制度を作ったのは民の都合を自分が直接かかって国を運営する目的だった。

李氏朝鮮最初の法貨として、1401年に楮貨発行を行い、一時使用禁止にした布貨も布帛税徴収を条件に容認した。高麗から継続する塩の専売制において、従来の布に限定されていた塩との交換可能品に米や雑穀を追加する課塩法を実施した。
太宗は王権の強化と中央集権の確立のために幾多の功臣と外戚を取り除いた。1402年、咸鏡道で趙思義を中心とした東北面の乱が起こり、一時は朝廷から派遣した軍が敗れるなど苦戦したが、何とか鎮圧した。

### 明による「朝鮮王」冊封以後
第三代「権知朝鮮国事」の身分であったが、1403年に明の永楽帝から朝鮮国王として冊封を受け、以後は第三代朝鮮王となった。
1403年には鋳字所を設立して金属活字による書籍を印刷することにも成功した。
1404年、太宗は長女である貞順公主の義父である李居易とその息子の李佇を逮捕して、3年前にもう結審された罪目でまた流刑にした。
1405年、定宗が開京に還都させた首都を再び漢陽へ移転することにより、現代までソウルが韓国の首都として定着する土台を築いた。
1406年には寺院の勢力を減退させるために特権を大幅に削減させた。そして行政法典である『経済六典』に『続六典』を追補し、中央集権化を押し進めた。
1407年には元敬王后の弟である閔無咎（ミン・ムグ）・閔無疾（ミン・ムジル）兄弟らを賜死させた。1415年には最後に生き残った弟である閔無恤（ミン・ムヒュル）と閔無悔（ミン・ムフェ）も賜死させ、同年李叔蕃（イ・スクボン）も追い出した。この事で元敬王后との関係が悪化し、しばしば争うようになった。

### 三男への「王世子」冊封と上王即位
1418年6月、太宗は王世子に冊封となった長男である譲寧大君が勉強せず、身持ちが悪い上に一日中家出して遊んでばかりいるという理由で、三男である忠寧大君（世宗）を王世子に冊封した。そして2カ月後に世宗に王位を譲って上王となったが、王権の安定のために兵権はなおも握り続けた。同年12月、世宗の義父の沈温の末弟の沈泟が太宗がまだ兵権を掌握している行為に不満を抱いて「命令が二つの場所から出ている」と兵曹判書（ピョンジョパンソ）・朴習に言ったが朴習がこの言葉を太宗に知らせると沈泟は逮捕、拷問され、沈温が背後にいると目された。太宗は当時、明に使臣として赴き、帰国途中であった沈温を逮捕して賜死させた。この事件は沈温が国王の義父として権力を強めることを心配して太宗と朴習が事件を操作したという事実が後で明らかになった。

#### 対馬侵略
1419年6月に朝鮮から信頼を得ていた対馬島主宗貞茂死去の報が伝わると、朝鮮王朝内に倭寇の懸念が生じた。朝鮮軍が対馬国に攻め込んだのは、この太宗の命令によるものである（応永の外寇）。約10日間に渡る対馬島攻撃で大小129艘の船強奪、1939戸の家を焼き、104人殺害し、多くの日本人を捕虜にするなどした。同年11月、室町幕府は、蒙古・高麗連合軍が対馬島に来襲したとの情報の真偽確認の使節を送ったが、関係は改善しなかった。朝鮮との通交関係の回復は太宗が没して、世宗が政治の実権を掌握した1423年（応永30）になされた。
死没
1422年5月、寿康宮にて病で薨去した。享年55歳。太宗は薨去する際、当時大旱魃が発生しており民たちの苦痛がひどくなることを心配して「余が死んで鬼になれば神々に私の民たちを助けてくれと頼もう」という遺言を残した。そして太宗が薨去すると直ちに空から雨が降った。その後、太宗の命日である5月10日がくるたびに雨が降り出すので、人々はこの雨を「太宗雨」と呼んだ。
御陵は献陵である。

## 宗室
- 祖父：李子春（1315年 - 1361年）
- 祖母：懿春王后崔氏（生没年不詳）
- 父：太祖 李成桂（1335年 - 1408年）
- 母：神懿王后韓氏（1335年 - 1391年）
  - 兄：鎮安大君（1354年 - 1394年）
  - 兄：定宗（1357年 - 1419年）
  - 兄：益安大君（1360年 - 1404年）
  - 兄：懐安大君（1364年 - 1421年）
  - 弟：徳安大君（生年不詳 - 1385年）
  - 妹：慶慎公主（生年不詳 - 1426年）
  - 妹：慶善公主（生没年不詳）

### 后妃
- 元敬王后閔氏（1367年 - 1422年）
  - 譲寧大君 李褆
  - 孝寧大君 李補
  - 世宗 李裪（イ・ド）
  - 誠寧大君 李褈 天然痘により夭折。
  - 貞順公主
  - 慶貞公主（趙浚室）
  - 慶安公主
  - 貞善公主

### 後宮
- 孝嬪金氏（生年不詳 - 1454年）元敬王后閔氏の女官だった。
  - 敬寧君 李裶
- 信嬪辛氏（1377年 - 1435年）
  - 諴寧君 李裀
  - 温寧君 李裎 世祖とともに癸酉靖難を主導。
  - 貞静翁主
  - 淑貞翁主
  - 貞信翁主
  - 淑寧翁主
  - 昭信翁主
  - 昭淑翁主
  - 淑慶翁主
- 善嬪安氏（生年不詳 - 1468年）
  - 恵寧君 李𧘲
  - 益寧君 李袳
  - 敬慎翁主
  - 淑安翁主
- 昭嬪盧氏（生年不詳 - 1479年）
  - 淑恵翁主
- 懿嬪権氏（1384年 - 没年不詳）
  - 貞恵翁主
- 明嬪金氏（生年不詳 - 1479年）
- 貞嬪高氏（生年不詳 - 1426年）
  - 謹寧君 李襛
- 淑儀崔氏（生没年不詳）
  - 熙寧君 李袉
- 徳淑翁主李氏（生没年不詳）
  - 厚寧君 李衦
- 淑恭宮主金氏（生没年不詳）
  - 子女なし
- 義貞宮主趙氏（生年不詳 - 1454年）
  - 子女なし
- 恵順宮主李氏（生年不詳 - 1438年）
  - 子女なし
- 信順宮主李氏（1390年 - 没年不詳）
  - 子女なし
- 恵善翁主洪氏（生没年不詳）
  - 子女なし
- 順恵翁主張氏（生年不詳 - 1423年）
  - 子女なし
- 西京翁主（生没年不詳）
  - 子女なし
- 宮人金氏（生没年不詳）
  - 淑謹翁主
- 宮人李氏（生没年不詳）
  - 淑順翁主

## 太宗が登場する作品

### 映画
- 私は王である!（朝鮮語版）（2012年、配役: パク・ヨンギュ（朝鮮語版））
- 純粋の時代（朝鮮語版）（2015年、配役: チャン・ヒョク）

### テレビドラマ
- 世宗大王（KBS、1973年、日本未公開、配役: ナム・ソンウ（朝鮮語版））
- 黄喜政丞（KBS、1976年、日本未公開、配役: ナム・ソンウ）
- 臙脂（MBC、1978年、日本未公開、配役: チョン・ウク（朝鮮語版））
- 開国（KBS、1983年、配役: イム・ヒョクチュ（朝鮮語版））
- 朝鮮王朝五百年 太宗大王 -朝鮮王朝の礎-（MBC、1983年、配役: イ・ジョンギル（朝鮮語版））
- 朝鮮王朝五百年 根の深い木（MBC、1983年、日本未公開、配役: イ・ジョンギル）
- 龍の涙（KBS、1996-98年、配役: ユ・ドングン）
- 大王世宗（KBS、2008年、配役: キム・ヨンチョル）
- 根の深い木（SBS、2011年、配役: ペク・ユンシク（朝鮮語版））
- 大風水（SBS、2012年、配役: チェ・テジュン）
- 鄭道伝 チョン・ドジョン（KBS、2014年、配役: アン・ジェモ）
- イニョプの道（JTBC、2014-15年、配役: アン・ネサン）
- 六龍が飛ぶ（SBS、2015-16年、配役: ユ・アイン）
- チャン・ヨンシル 〜朝鮮伝説の科学者〜（KBS、2016年、配役: キム・ヨンチョル）
- 私の国（JTBC、2019年、配役: チャン・ヒョク）
- 太宗イ・バンウォン（KBS、2021-22年、配役: チュ・サンウク）
- 元敬（tvN、2025年、配役: イ・ヒョヌク（朝鮮語版））